# Clinotarsus curtipes
Clinotarsus curtipes is een kikker uit de familie echte kikkers (Ranidae). Er is nog geen Nederlandse naam voor deze soort, die lange tijd werd ingedeeld in het geslacht Rana. De soort werd voor het eerst wetenschappelijk beschreven door Thomas Caverhill Jerdon in 1853. Oorspronkelijk werd de wetenschappelijke naam Rana curtipes gebruikt.

## Uiterlijke kenmerken
De kleuren van deze kleine kikker zijn niet altijd hetzelfde, de meeste exemplaren hebben donkere tot bijna zwarte flanken, en een lichtere, sterk afstekende kleur op de rug die varieert van geelbruin tot roodachtig. Er is echter een grote variatie aan kleuren, het exemplaar op de foto is uitzonderlijk bont gekleurd. De iris is rood, en vlak achter het trommelvlies loopt een vertakking van de huidplooi of dorsolaterale lijst op de rug naar de voorpoot.

## Voortplanting en ontwikkeling
De mannetjes hebben geen keelzak maar maken wel kwaakgeluiden. Opmerkelijk is dat ook de vrouwtjes geluiden kunnen maken, al zijn deze minder hard en anders van toon.
De larven worden vrij groot en bewegen zich in scholen. Ze worden door de lokale bevolking gezien als voedsel en worden verzameld om te worden bereid.

## Verspreiding en habitat
Clinotarsus curtipes is een bosbewonende soort die in de bladerlaag leeft en jaagt op insecten en andere ongewervelden. De kikker leeft in delen van Azië en komt endemisch voor in India. De kikker is gevonden op een hoogte van 500 tot 2000 meter boven zeeniveau. De habitat bestaat uit de strooisellaag van vochtige bossen en regenwouden. De voornaamste bedreiging is het verdwijnen van de habitat door bosbouw.